# Wolfgang Lüth
Wolfgang Lüth (ur. 15 października 1913 w Rydze, zm. 13 maja 1945 we Flensburg-Mürwik) – komandor (Kapitän zur See), dowódca niemieckich okrętów podwodnych U-13, U-9, U-138, U-43 oraz U-181 podczas II wojny światowej, 22. Flotylli U-Bootów, a następnie akademii morskiej Flensburg-Mürwik.
Był jednym z dwóch (obok Albrechta Brandiego) dowódców U-Bootów, którzy zostali odznaczeni Krzyż Rycerski Krzyża Żelaznego ze Złotymi Liśćmi Dębu, Mieczami i Brylantami.

## Kariera wojskowa
1 kwietnia 1933 roku wstąpił do Reichsmarine i po wstępnym szkoleniu na żaglowcu szkolnym marynarki „Gorch Fock”, odbył dziewięciomiesięczny rejs szkolny dookoła świata na pokładzie lekkiego krążownika „Karlsruhe”, po czym przez rok służył na krążowniku „Königsberg”. Od lutego 1937 do lipca 1938 roku przeszedł kilka szkoleń w zakresie techniki i pływania podwodnego, po ukończeniu których objął funkcję 2. oficera wachtowego na U-27 typu VIIA. W październiku 1938 roku zszedł z pokładu tego okrętu podwodnego, aby objąć funkcję 1. oficera wachtowego na U-38, którą pełnił do października następnego roku.
Został wówczas przeniesiony do szkoły U-Bootów, którą ukończył z końcem listopada 1939 roku. Otrzymał wówczas przydział do 1. Flotylli U-Bootów, gdzie do czerwca 1940 roku, pełnił między innymi funkcję PO dowódcy U-13, aby następnie objąć swoje pierwsze pełnoprawne dowództwo.

### Dowództwa
30 grudnia 1939 roku Oberleutnant zur See (ObltzS) Wolfgang Lüth objął dowództwo okrętu podwodnego U-9 typu IIB, zaś dwa tygodnie później okręt wyszedł na pierwszy patrol pod jego dowództwem, storpedował i zatopił szwedzki statek „Flandria” (1179 BRT), następnie SS „Patria” o pojemności 1188 BRT.

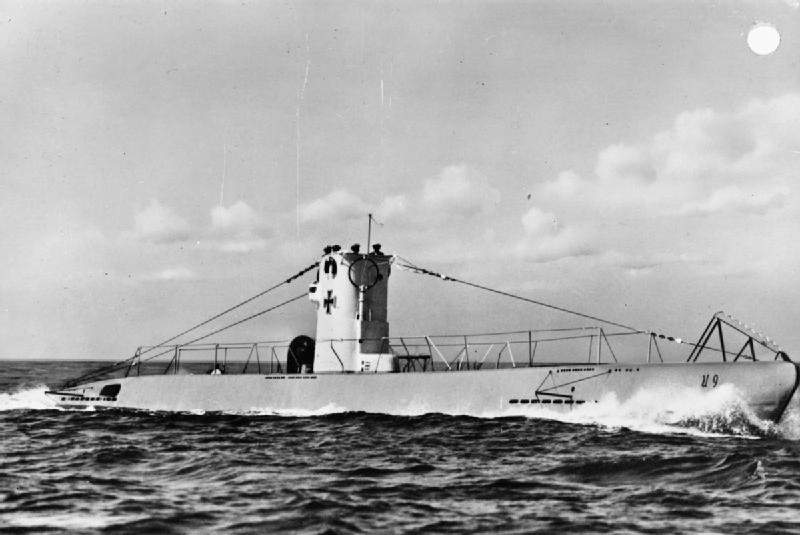
U-9, pierwszy okręt dowodzony przez Wolfganga Lütha
(20 grudnia 1939 – 10 czerwca 1940)

Postawił następnie miny w Moray Firth, miesiąc zaś później patrolował w Skagerraku, w poszukiwaniu brytyjskich okrętów podwodnych. W kwietniu 1940 roku wraz ze swoim okrętem Lüth wziął udział w operacji „Hartmud” – w ramach niemieckiej kampanii norweskiej – operacja ta nie zakończyła się jednak sukcesem, zaś sam Lüth na wschód od Szetlandów bez powodzenia zaatakował polski niszczyciel ORP „Błyskawica”. Po zakończeniu kampanii norweskiej, okręt Lütha jako zaledwie jedna z dwóch jednostek swojego typu, wziął udział w niemieckim ataku na Zachód.
Zatopił w tym czasie kilka statków, jednak swój największy dotąd sukces odniósł 9 maja 1940 roku, zatapiając francuski okręt podwodny „Doris” typu Circé. 23 maja dowodzony przez Lütha okręt został wykryty przez niszczyciele, które przeprowadziły trwający kilka godzin atak na niemieckiego U-Boota za pomocą bomb głębinowych. Po odniesieniu uszkodzeń spowodowanych eksplozjami podwodnymi, U-9 zakończył swój patrol 30 kwietnia w Kilonii. Podczas sześciu przeprowadzonych pod swoim dowództwem patroli bojowych na U-9, Wolfgang Lüth zatopił osiem jednostek przeciwnika i państw neutralnych, o łącznym tonażu 17 221 ton, w tym jeden okręt podwodny. 10 czerwca Lüth zszedł z okrętu, aby na Bałtyku przejść szkolenie techniczne Baubelehrung, po czym objąć dowództwo U-138 – nowej jednostki typu IID.
27 czerwca 1940 roku ObltzS Wolfgang Lüth zaokrętował się na U-138 w Kilonii, jednak na swój pierwszy patrol bojowy na nowym okręcie wyszedł dopiero 10 września. Szkolił się dotąd bowiem na swoim okręcie, który od 1 sierpnia 1940 roku rozpoczął służbę w Memel, jako jednostka treningowa dla nowych dowódców U-Bootów. Na tym okręcie Lüth odbył dwa patrole – z Kilonii oraz z Lorient – podczas których wziął udział w atakach na konwoje OB-216 oraz OB-228 zatapiając łącznie pięć jednostek o sumarycznej pojemności 39 971 BRT.

#### U-43

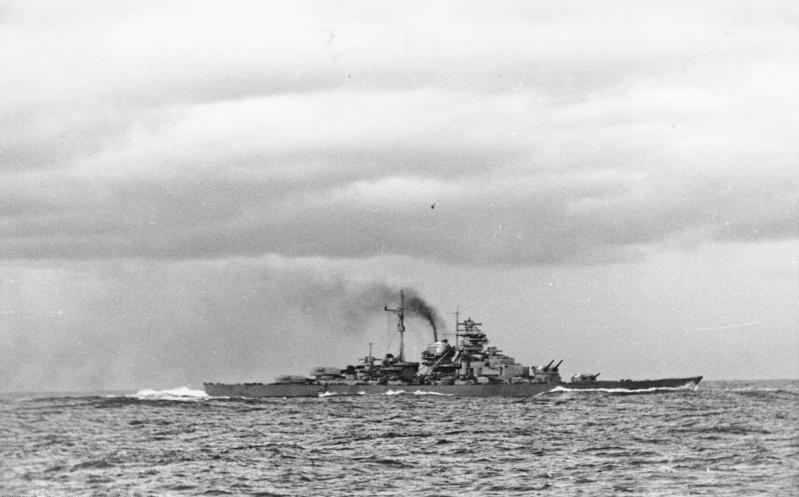
24 maja 1941 roku – pancernik „Bismarck” z dwoma trafieniami w części dziobowej opuszcza scenę bitwy morskiej pod Islandią. Zadaniem Wolfganga Lütha, wg rozkazu z tego samego dnia, był atak na ścigające „Bismarcka” okręty brytyjskie.

21 października zostało mu powierzone dowództwo U-43 – dużego oceanicznego okrętu typu IXA. Trzy dni później, 24 października 1940 roku – jako 42. w Kriegsmarine i 19. w U-Bootwaffe – otrzymał Ritterkreuz des Eisernen Kreuzes (Krzyż Rycerski Krzyża Żelaznego). Był też jedynym dowódcą okrętów podwodnych III Rzeszy, który został wyróżniony tak wysokim odznaczeniem za działania operacyjne na małych przybrzeżnych jednostkach podwodnych. 10 listopada wyszedł na swój pierwszy patrol na dużym okręcie, wkrótce jednak został zmuszony do powrotu do Lorient, z powodu przecieku w zbiorniku paliwa. Po dokonaniu napraw, 17 listopada wyszedł ponownie w morze celem badań pogody w Kanale Północnym. 2 grudnia U-43 zaatakował Konwój OB251 na południowy zachód od wysepki Rockall, zatapiając dwa z jego statków, 6. zaś na zachód od Irlandii zatopił kolejny. 17 grudnia Wolfgang Lüth powrócił do Lorient.
1 stycznia 1941 roku otrzymał awans do stopnia kapitänleutnanta (pol. kapitan marynarki). Po trzymiesięcznym remoncie okrętu spowodowanym przypadkowym zatonięciem U-43 w porcie z powodu błędu dowodzonej przez Lütha załogi, 11 maja 1941 roku U-43 wyszedł na patrol atlantycki patrol. 24 maja – jako jeden z siedmiu U-Bootów – otrzymał rozkaz utworzenia linii dozoru na południe od Cape Farewell, przed ściganym przez brytyjskie okręty niemieckim pancernikiem „Bismarck”, w nadziei na przechwycenie jednostek Royal Navy, po przejściu niemieckiego okrętu liniowego. Jeszcze jednak tego samego dnia – wieczorem – rozkaz ten został anulowany, po podjęciu decyzji o zawinięciu pancernika do St. Nazaire. Od 1 czerwca dowodzony przez Lütha okręt działał w składzie grupy West na zachodnim północnym Atlantyku, zaś przed powrotem 1 lipca do bazy, zatopił dwie kolejne jednostki.
2 sierpnia Lüth wyszedł na kolejny – bezowocny jak się później okazało – patrol, z którego powrócił 23 września 1941 roku. W listopadzie Lüth wyszedł na patrol w rejon Nowej Fundlandii, został jednak później skierowany na wschód w kierunku Gibraltaru. W drodze, w okolicach Azorów zatopił statek amunicyjny SS „Thornliebank” (5569 BRT), którego eksplozja w odległości około 1200 metrów raniła jednego z członków załogi Wolfganga Lütha, oraz uszkodziła jego okręt przez trafienie U-43 wyrzuconym z eksplodującego brytyjskiego statku pociskiem kalibru 100 mm bez zapalnika. W rejonie Gibraltaru Lüth nie odniósł żadnych sukcesów, i powrócił do Lorient 16 grudnia 1941 roku po zatopieniu w trakcie patrolu trzech statków o łącznej pojemności 18 000 BRT.
20 grudnia Kapitänleutnant Wolfgang Lüth wyszedł z Lorient udając się do Kilonii na remont główny, w drodze zgubił jednak kurs i 11 stycznia 1942 roku wynurzył się wewnątrz zmierzającego na wschód konwoju HX-169, 500 mil na południowy zachód od Islandii. 14 stycznia zaatakował zmierzający na zachód konwój ON-55. 21 stycznia zawinął do Kilonii po zatopieniu w trakcie tego rejsu czterech statków o łącznej pojemności ponad 21 000 ton. 11 kwietnia 1942 roku Lüth zszedł z okrętu, by ponownie przejść szkolenie techniczne Baubelehrung, które ukończył w następnym miesiącu.

## Odznaczenia
- Brązowy Krzyż Hiszpański
- Odznaka pamiątkowa dla załogi
- Nagroda imienia Clausewitza
- Odznaka Załóg U-Bootów złota z Brylantami
- Krzyż Żelazny II i I klasy
- Krzyż Rycerski Krzyża Żelaznego z Liśćmi Dębu, Mieczami i Brylantami
  - Krzyż Rycerski (24 października 1940)
  - 142. Liście Dębu (13 listopada 1942)
  - 29. Miecze (15 kwietnia 1943)
  - 7. Brylanty (9 sierpnia 1943)